# Stora Näsgölen
Stora Näsgölen är en sjö i Vetlanda kommun i Småland och ingår i Emåns huvudavrinningsområde. Sjön är 8,6 meter djup, har en yta på 0,0956 kvadratkilometer och befinner sig 221,1 meter över havet.

## Delavrinningsområde
Stora Näsgölen ingår i det delavrinningsområde (635794-144853) som SMHI kallar för Utloppet av Bjädesjösjön. Medelhöjden är 233 meter över havet och ytan är 12,42 kvadratkilometer. Det finns ett delavrinningsområde uppströms, och räknas det in blir den ackumulerade arean 28,76 kvadratkilometer. Gröpplebäcken som avvattnar avrinningsområdet har biflödesordning 3, vilket innebär att vattnet flödar genom totalt 3 vattendrag innan det når havet efter 191 kilometer. Delavrinningsområdet består mestadels av skog (67 %) och jordbruk (11 %). Avrinningsområdet har 1,46 kvadratkilometer vattenytor vilket ger det en sjöprocent på 11,7 %.